# Ramón de la Sota
Ramón de la Sota y Llano (Castro-Urdiales, 20 de enero de 1857-Guecho, 17 de agosto de 1936), vi marqués de Llano, fue un empresario, abogado y político español de ideología nacionalista vasca.
Miembro del Partido Nacionalista Vasco y una de las mayores fortunas de España de la época, se dedicó a la actividad naviera junto a los Aznar. También fue uno de los mayores promotores de los bancos de Bilbao y de Vizcaya, antecesores del Banco Bilbao Vizcaya Argentaria (BBVA).
Máximo representante del grupo de burgueses que protagonizaron la industrialización del País Vasco junto a Eduardo Aznar, José Antonio Ybarra, Víctor Chávarri, la familia Aguirre o Estanislao Urquijo, entre otros.

## Biografía
El abuelo de Ramón de la Sota, Félix Joaquín de la Sota y Llano, nació en 1755 en San Julián de Musques; fue diputado general del Señorío de Vizcaya (1804), apoderado de Portugalete en la Juntas Generales (1804), juntas en las que se trató del Puerto de la Paz, con la consiguiente zamacolada, y alcalde de Portugalete (1812 y 1818).
Ramón de la Sota es hijo de Alejandro de la Sota y Alejandra de Llano, naturales de Portugalete. Nace en la cercana localidad de Castro-Urdiales (Cantabria) el 20 de enero de 1857. El episodio de su nacimiento en una villa de esta demarcación, constituida en ese momento como provincia de Santander, ha sido utilizado con escarnio por sus detractores para ridiculizar la afinidad de Ramón de la Sota con el nacionalismo vasco; en realidad, no deja de ser un episodio menor y sin el fundamento que han querido darle estos, pues el solar tanto de los Sota como de los Llano se encontraba en el corazón de Las Encartaciones de Vizcaya, concretamente en San Julián de Musques.
Vive sus primeros años en la casa familiar sita en San Julián de Musques (Vizcaya) y en 1868, antes de estallar la tercera guerra carlista, se traslada a Bilbao para estudiar en el Instituto Vizcaíno y posteriormente a Madrid donde finaliza la carrera de Derecho en la Universidad Central de Madrid, regresando a Bilbao para iniciar su actividad profesional; contrae matrimonio con Catalina de Aburto, hija de unos comerciantes de dicha ciudad.

### Actividad empresarial
El inicio de su fortuna comienza en el año 1881 cuando forma una sociedad con su primo carnal Eduardo Aznar y de la Sota, marqués de Berriz. Esta sociedad inicialmente se dedica a la minería y a la exportación de hierro con los ingleses. Este comercio afloró con el concierto económico de 1878 y la supresión foral, que impedía hasta ese momento la exportación de hierro, motivo por el que, según diversos autores, el sector empresarial aprobó esta modificación legislativa; no era el caso de De la Sota, que criticó duramente la abolición foral y se enfrentó por ello al empresariado local. En 1886 es uno de los impulsores de la Cámara de Comercio vizcaína.
Entre 1886 y 1900, la sociedad de Aznar y Sota crea las compañías mineras de Setares (Cantabria), Sierra Alhamilla (Almería) y Menera (Teruel), convirtiéndose en una referencia de ese sector. En 1900, también junto a su primo, funda la Compañía Astilleros Euskalduna para la construcción de buques, con un capital de ocho millones de pesetas, y en 1901 la Compañía de Seguros La Polar, con sucursales en París, Londres, Nueva York, Róterdam. En 1902 realizan construcciones ferroviarias en el Puerto de Sagunto (Valencia). Amplían su negocio al transporte marítimo fundando en 1906 la gran empresa naviera Sota y Aznar, tras la fusión de las veinticinco compañías (de un solo barco cada una) con que contaban ambos socios.
Sota también participa en los bancos de Bilbao y de Vizcaya (posteriormente fusionados en el Banco Bilbao Vizcaya) y en los sectores ferroviario y eléctrico.
Entre los años 1914 y 1918, en plena Primera Guerra Mundial, resurge económicamente, a pesar de sufrir los ataques de los submarinos alemanes: en efecto, perdió por efecto de los torpedos de los submarinos alemanes unos veinte cargueros (un total de 50 000 toneladas de registro bruto), por su arriesgada apuesta de colaboración con el Almirantazgo inglés, al que arrendó parte de la flota. Por ello el Gobierno británico le concedió el 9 de marzo de 1921, el título de Knight Commander of the Order of the British Empire por ser «buen amigo de Inglaterra y sus nacionales». El cónsul británico en Bilbao, Madden, destacó en la ceremonia en la que le fue impuesta la orden, el 29 de abril de este mismo año, que «los buques del señor Sota, con sus valientes tripulaciones, se hacían a la mar cargados con minerales para Inglaterra, desafiando la campaña submarina». A raíz de la concesión de este título honoríco, Sota se hizo llamar constantemente «sir Ramón de la Sota», a pesar del hecho de que para poder utilizar el título de «sir» hay que ser ciudadano británico o de la Commonwealth. Ostentó asimismo el título de marqués de Llano, otorgado por Carlos III a un antepasado suyo en 1772.
Entre las claves fundamentales de su fortuna, una de las mayores de Europa, se señalan:
- La dirección vertical y centralizada de todo el proceso productivo (extracción, construcción naval, transporte, comercialización, aseguramiento, financiación...) tal y como hoy se configuran las principales multinacionales.
- La dirección personal colegiada de los fundadores en la que pocas veces contaron con socios minoritarios para la realización de sus actividades.
- La reinversión de sus activos en una expansión constante.
- La apuesta por situaciones de riesgo aunque en algún caso resultó fallida (como en la Compañía Siderúrgica del Mediterráneo).
- La internacionalización que le permitió eludir el proteccionismo impuesto a partir de 1891.

### Actividad política
Opuesto a la abolición foral de 1876, De la Sota forma parte de la sociedad fuerista Euskalerria, siendo conocidos sus miembros como los «euskalerriakos», y es diputado provincial entre 1888 y 1892. A la muerte de Fidel Sagarminaga y de Epalza, preside la sociedad y, habiendo iniciado ya Sabino Arana su actividad política, este critica duramente a esta sociedad por no ser suficientemente nacionalista, acusándola de connivencia con los abolicionistas del fuero y denominándolos «fenicios» por anteponer su patrimonio a la causa nacionalista.
Posteriormente ambas posturas acercan sus posiciones y en 1898, las dos tendencias se reúnen, inaugurando conjuntamente, en 1899, el Centro Vasco; uno de los motivos de esta unión fue el desastre colonial español de 1898 que puso en evidencia para la tradicional oligarquía que al aliarse con el régimen de la Restauración, se podía aprovechar del proteccionismo. De la Sota aporta solidez económica al Partido Nacionalista Vasco (PNV) fundado por Sabino Arana en 1895; así, participa en El Correo Vasco con el 20,4 % del capital, formando su ejecutiva junto con Arana.
En las elecciones generales de 1918, abonando de su cuenta —como era costumbre en la época— los gastos electorales de la campaña, obtiene 6095 votos de un total de 10 730 emitidos: es así elegido diputado a Cortes por el distrito de Valmaseda, apartando del cargo al político liberal Gregorio de Balparda. El político tradicionalista Víctor Pradera se opuso al acta de diputado de De la Sota, al que conminó a declarar que amaba a España como su patria y que no tenía más patria que la española. En efecto, De la Sota había declarado:

Tenemos que elegir mandatarios para un organismo extraño, para las Cortes españolas de Madrid. Los diputados vascos que a ellas llevemos deben saber que son extranjeros en esas Cortes, que no van a ellas a defender los intereses de España, sino los sagrados de su patria: Euzkadi.

De la Sota se basa en el catalanismo de Cambó para crear un partido democrático, moderno, moderado, pragmático, laico y autonomista, lo que originó no pocas ficciones internas con los sectores que reivindicaban el purismo aranista, dando lugar a una escisión que posteriormente se recondujo. Debido a ese pragmatismo descentralizador, impulsó la creación de un Estatuto Vasco, que finalmente sería concedido en 1936, ya iniciada la guerra civil española. Fruto de su política fue la consecución de la hegemonía política del PNV en Vizcaya, tanto en las elecciones municipales de 1917 como en las generales de 1918, hasta la llegada de la dictadura de Primo de Rivera, que prohibió los partidos políticos.
Al iniciarse la guerra civil española en julio de 1936, el colapso del Frente Norte se ve próximo y De la Sota es conminado a exiliarse por correr grave peligro él y su familia, pero se niega a salir de España. Fallece en Guecho el 17 de agosto de 1936.

## La polémica tras su fallecimiento
Tres años después de su muerte, el Tribunal de Responsabilidades Políticas le condenó al pago de una multa de cien millones de pesetas por «conspiración para la rebelión militar», por lo que sus cuantiosos bienes fueron embargados, entre otros los 40 barcos de sus compañías que se utilizaron para evacuar Bilbao. Los beneficiarios de esta operación política fueron los herederos de su antiguo socio y primo, que adquirieron dichas propiedades. De hecho, las buenas relaciones entre los Aznar y los De la Sota habían desaparecido a raíz de la crisis industrial de la década de 1930 y las diferencias ideológicas entre ambas familias.
Sus herederos fueron parcialmente indemnizados mucho tiempo después y se les devolvió algunas de sus propiedades, pese a haber tenido que abonar grandes sumas en concepto «multa derivada de responsabilidades políticas». Una de esas propiedades, el Palacio de Ibaigane, es desde 1988 la sede del Athletic Club.

## Sus descendientes
La familia De la Sota mantuvo una gran importancia en la sociedad vasca.
Su hijo, el político y financiero vizcaíno Ramón de la Sota y Aburto, nació en Guecho en 1887 y falleció en 1978 en el exilio. En 1912 termina la carrera de ingeniería naval e hidráulica en el célebre King's College de Londres; allí toma contacto con las corrientes sociales, políticas y culturales del mundo, recibiendo una educación claramente inglesa. Vuelve a Bilbao en 1913, donde toma contactos con el Partido Nacionalista Vasco, al que se afilia. En 1917 es elegido diputado por el distrito de Balmaseda, y más tarde fue el primer presidente del PNV en la Diputación de Vizcaya (1917-1919). Fue cofundador de la Junta de Cultura Vasca, bajo cuyos auspicios se creó Euskaltzaindia, la Orquesta Sinfónica de Bilbao, el Museo Arqueológico de Vizcaya y Etnográfico Vasco y el Museo de Bellas Artes de Bilbao, y se organizó el Primer Congreso de Estudios Vascos (Oñate, 1 de septiembre de 1918). Dimitió de su cargo de diputado a finales de 1925.
Su sobrino Rafael Aburto fue un arquitecto monumentalista.
Sus nietos:
- Ramón de la Sota Mac Mahon, responsable de los Servicios Vascos del exilio vasco en Argentina.[21] Durante la Segunda Guerra Mundial perteneció a Cuerpo de Marines de los Estados Unidos (sargento del 3.er Batallón de Ingenieros). Tomó parte en la batalla de Guadalcanal recibiendo dos condecoraciones y el Purple Heart y la Silver Cross. Más tarde, al dejar los marines, ingresó en la OSS, organización de espionaje norteamericano, llegando a Argentina para luchar contra los agentes secretos nazis. Al reconocer años después los EE. UU. al régimen franquista, devolvió ambas condecoraciones y su pasaporte estadounidense al Pentágono.[22]
- Patrick de la Sota Mac Mahon, presidente de la Cámara de Comercio de Bilbao y de la Fundación Museo Marítimo Ría de Bilbao.
- Ramón de la Sota Zorraquin, exmiembro del Bizkai Buru Batzar. Senador electo por el PNV en 1979.[23]
- Manuel Belakorta y Ramón Belakorta, delegados del Gobierno Vasco en Nueva York.